# Клесов Олег Іванович
Клесов Олег Іванович (29 вересня 1955, місто  Новокузнецьк Кемеровської області РФ) — математик, доктор фізико-математичних наук, професор, завідувач кафедри математичного аналізу та теорії ймовірностей  Національного технічного університету України «Київський політехнічний інститут імені Ігоря Сікорського», Заслужений працівник освіти України, академік  Академії наук вищої школи України.

## Життєпис
Народився 29 вересня 1955 року у місті  Новокузнецьк Кемеровської області РФ.
У 1977 році закінчив Київський державний університет.
З 1977 до 1980 року працював у   Інституті кібернетики НАН України на посаді інженера. 
З 1980 до 1990 року працював у  Київському державному університеті на посадах молодшого наукового співробітника, старшого наукового співробітника, завідувача лабораторією . 
З 1990 року працює у  Національному технічному університеті України «Київський політехнічний інститут імені Ігоря Сікорського». З 2002 року професор кафедри математичного аналізу та теорії ймовірностей

## Наукова діяльність
Займався науковими дослідженнями  граничичних теорем теорії ймовірностей, теорії відновлення, теорії функцій, теорії Котельникова–Шеннона, симптотичними властивостями правильно змінних функцій. Автор понад 150-ти наукових робіт, 3-х монографій та 3-х підручників.
Автор патенту корисної моделі на спосіб генерації випадкових чисел у бездротових мережах Wi-Fi. 

### Міжнародна співпраця
Виступав з пленарними доповідями на міжнародних конференціях в Австрії, Великобританії, Іспанії, Канаді, Литві, США, Фінляндії, Швеції. Запрошувався для викладання спеціальних курсів лекцій в Нідерланди, Німеччину, Польщу,  Угорщину, Францію. Є керівником спільних наукових проектів з науковцями Австрії, Німеччини, Норвегії, Франції, Швейцарії. Підготував 3 кандидатів фізико-математичних наук.
Член Американського математичного товариства, член редколегій міжнародних журналів «Theory of Stochastic Processes», «Annales Univ. Sci.» Budapest, Sect. Comp.

## Нагороди
- Заслужений працівник освіти України (2019) [1]